# Pietro Lana
Pietro Lana (* 10. Oktober 1888 in Mailand; † 6. Dezember 1950 ebenda) war ein italienischer Fußballspieler.
Pietro Lana, genannt Fantaccino, war ursprünglich Mitglied der AC Mailand. Bei der Abspaltung des Stadtrivalen Inter Mailand wurde er einer der Gründungsmitglieder des Vereins, wo es ihn nicht lange hielt und Lana entschied sich zu Milan zurückzukehren. Beim ersten Mailänder Stadtderby der Geschichte schoss er das erste Tor für den AC Mailand. Bis 1914 ging er für den Verein in der höchsten Spielklasse, der Prima Categoria, auf Torejagd und kam in der Liga zu 51 Einsätzen und 18 Treffern. Einen Meistertitel konnte er allerdings nicht erringen.
Lana wurde für das erste Länderspiel in der Geschichte der italienischen Nationalmannschaft in den Kader der Squadra Azzurra berufen. Am 15. Mai 1910 traf die Mannschaft auf die Équipe Tricolore. In der 13. Minute schoss Lana das erste Tor für die Azzurri. Im gleichen Spiel traf er noch zwei Mal für Italien und war somit auch der erste Spieler seines Landes, der einen Dreierpack in der Nationalmannschaft erzielte. Auch für das Länderspiel zwölf Tage später gegen Ungarn stand er auf dem Platz, blieb allerdings ohne Torerfolg und musste mit den Italienern eine 1:6-Niederlage in Budapest einstecken.